# أندريه بيليتييه
أندريه بيليتييه هي ممثلة كندية، ولدت في 24 أغسطس 1951 في مونتريال في كندا.

## وصلات خارجية
- أندريه بيليتييه على موقع IMDb (الإنجليزية)
- أندريه بيليتييه على موقع قاعدة بيانات الفيلم (الإنجليزية)